# Municipalidad Distrital de Víctor Larco Herrera
La Municipalidad Distrital de Víctor Larco Herrera es un órgano de gobierno local peruano con personaría jurídica encargado de la gestión y administración pública del distrito Víctor Larco Herrera, uno de los distritos metropolitanos de la ciudad de Trujillo. Su sede principal se ubica en la localidad de Buenos Aires del distrito Víctor Larco. De acuerdo a la ley peruana de municipalidades tiene autonomía jurídica.

## Ubicación geográfica
La sede principal de la Municipalidad de Víctor Larco Herrera se encuentra ubicada en la Plaza Principal del sector Buenos Aires Norte en la intersección de las calles Independencia y Hermanos Pinzón. 

## Organización
Teniendo autonomía jurídica para su organización en su ámbito correspondiente los principales organismos que componen la Municipalidad de Víctor Larco Herrera son:

### Concejo Municipal
Integrado por el alcalde y los regidores.

### Alcaldía
Es el órgano ejecutivo, cuyo titular es el alcalde. El concejo mediante ordenanza, aprueba el Reglamento de Organización y Funciones de la Alcaldía. 

### Gerencias municipales
- Gerencia Municipal

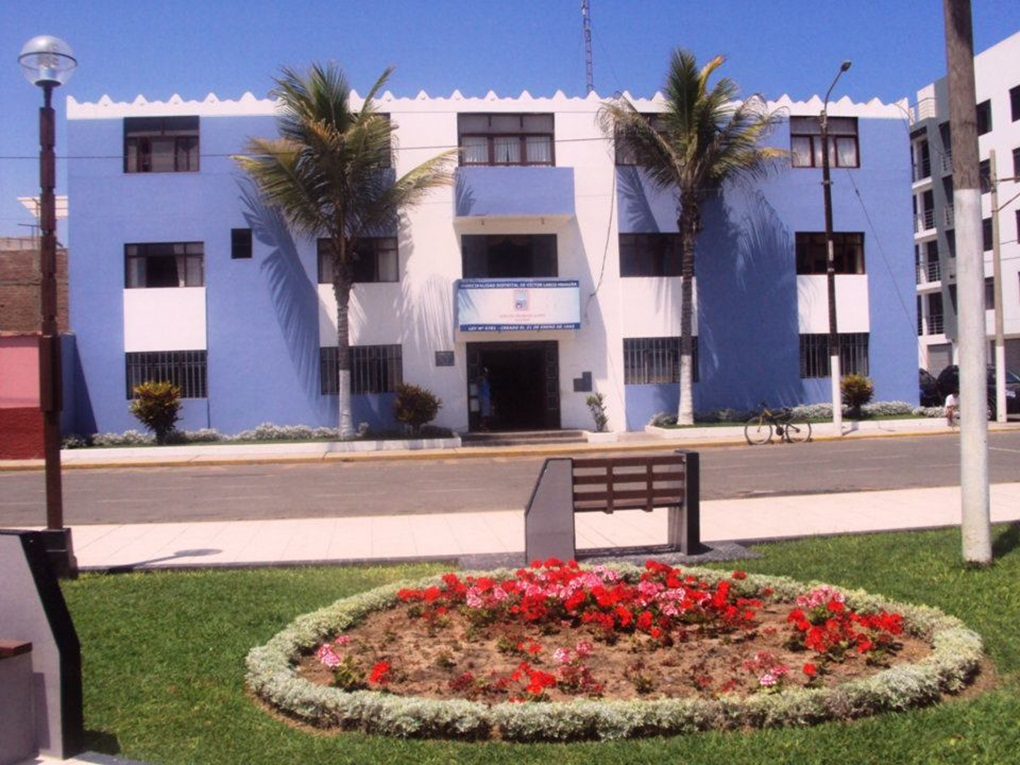
Sede de la Municipalidad de Víctor Larco Herrera en la Plaza principal de Buenos Aires

- Gerencia de Seguridad Ciudadana y Defensa Civil
- Gerencia de Servicios Públicos y Desarrollo Social
- Gerencia de Obras y desarrollo social
- Gerencia de Administración y Finanzas
- Gerencia de Desarrollo Económico Local
- Gerencia de Asesoría Jurídica

## Establecimientos anexos
Algunos de los establecimientos anexos a la sede de la Municipalidad y que se encuentran en diferentes localidades del distrito son:
- Base de Seguridad Ciudadana, reúne a cuerpo de serenazgo de Victor Larco. La base de seguridad ciudadana trabaja con el apoyo de policías de la III Diterpol La Libertad.[5] con serenos motorizados y camionetas que patrullan los sectores de su jurisdicción con el refuerzo de efectivos de la policía nacional.

- Central de Vídeovigilancia, tiene como función el seguimiento de la información grabada por cámaras de seguridad instaladas en diferentes lugares de la localidad. Estas cámaras permiten identificar placas de vehículos y rostros de personas. Con la instalación de esta central se espera brindar mayor seguridad a la población[6] y mantener a Víctor Larco como el distrito más seguro de la ciudad de Trujillo[5] reduciendo el índice de delitos.[7]

- Biblioteca Municipal Indoamérica, se encuentra ubicada en la intersección de la avenida Larco y la calle Hermamos Pinzón, atiende a la comunidad de la localidad.

- Edificio de Administración Tributaria, es un conjunto de oficinas para el pago de impuestos de los habitantes del distrito.

- Centro Preuniversitario Municipal, brinda preparación académica en forma gratuita para postulantes a instituciones de educación superior tales como, universidades, institutos, etc.

## Participación en Empresas
- SEDALIB, La Municipalidad de Víctor Larco posee el 6.03% de acciones en SEDALIB, empresa de Servicio de Agua Potable y Alcantarillado de La Libertad.[8]